# Joaquín de Zubillaga
Joaquín de Zubillaga fue un General Brigadier español, teniente del rey que ejerció en condición de interino, la labor de gobernador, capitán general y presidente de la Real Audiencia de Venezuela desde el  14 de febrero hasta el 6 de abril de 1799.
En julio de 1797, por órdenes del gobernador Pedro Carbonell, participa al regente de la Real Audiencia de Caracas, Antonio López de Quintana de la conspiración de Gual y España. Dirige las pesquisas sobre la fuga de los reos de Estado Juan Picornell, Manuel Cortés Campomanes donde resultan responsables oficiales del Batallón de Veteranos.

## Capitán General de Venezuela
Cuando Pedro Carbonell resuelve separarse del mando, pasa a ejercer interinamente, la gobernación de la provincia desde  el 14 de febrero de 1799 hasta el 6 de abril siguiente que llegó a Caracas el nuevo gobernador, capitán general y presidente de la Real Audiencia Manuel de Guevara Vasconcelos.